# Tag (filme)
Tag (bra: Te Peguei!; prt: Jogo da Apanhada) é um filme de comédia americano de 2018 dirigido por Jeff Tomsic (em sua estreia na direção de longas-metragens) e escrito por Rob McKittrick e Mark Steilen. O filme é baseado em uma história real publicada no jornal The Wall Street Journal sobre um grupo de homens, interpretados por Ed Helms, Jake Johnson, Hannibal Buress, Jon Hamm e Jeremy Renner, que passavam um mês por ano brincando de pega-pega desde a infância. O filme também conta com as participações das atrizes Annabelle Wallis, Isla Fisher, Rashida Jones e Leslie Bibb em papéis coadjuvantes.
Foi lançado em 15 de junho de 2018 pela Warner Bros. Pictures nos Estados Unidos recebendo críticas variáveis entre positivas e mistas e arrecadou 78 milhões de dólares em todo o mundo, contra um orçamento de produção de 28 milhões de dólares.

## Enredo
Hogan "Hoagie" Malloy, Bob Callahan, Randy "Chilli" Cilliano, Kevin Sable e Jerry Pierce brincam de pega-pega anualmente desde 1983, durante o mês de maio, sendo Jerry o único que nunca foi pego em todos esses anos. Hoagie recruta Callahan, que atualmente é um renomado empresário da indústria alimentícia, Chilli e Kevin para uma última tentativa de pegá-lo, dizendo que Jerry pretende se retirar das brincadeiras após este ano, devido ao seu casamento iminente. Rebecca Crosby, repórter do jornal Wall Street Journal que estava entrevistando Callahan, decide escrever um artigo sobre o grupo de amigos. Eles também são acompanhados por Anna, esposa de Hoagie.
Ao chegarem à cidade natal, o grupo localiza Jerry e tenta pegá-lo, mas fica impressionado com suas habilidades de fuga e defesa. Ele apresenta sua noiva, Susan. A pedido de Jerry, os amigos concordam em não brincar durante os eventos relacionados ao casamento, em troca de convites para a cerimônia. Apesar disso, o grupo faz várias tentativas de pegá-lo, mas sem sucesso, sendo uma delas frustrada por armadilhas preparadas por Jerry, que deixam Hoagie, Chilli e Kevin em apuros. Durante o jantar de ensaio, Susan confidencia aos rapazes que está grávida.
Derrotados, os amigos tentam elaborar um novo plano. Ao descobrirem que Jerry frequenta sessões dos Alcoólicos Anônimos, decidem emboscá-lo na próxima reunião, que coincidirá com o dia do casamento. Eles agem e quase conseguem pegá-lo, mas Jerry se refugia no depósito de vinho da sala. Ele e os amigos ficam lá por horas, até que Susan aparece desesperada, alegando que o casamento está prestes a começar. Ela repreende o marido e os amigos por colocarem em risco a cerimônia por causa de uma brincadeira infantil e, de repente, aparenta sofrer um aborto espontâneo. Jerry sai do esconderijo para socorrê-la. Chilli desconfia que tudo não passou de uma encenação, mas Jerry insiste que está falando sério, e o casal vai embora.
Mais tarde, os rapazes recebem mensagens informando que o casamento foi adiado por causa do suposto aborto. No entanto, veem uma postagem na internet feita por uma das madrinhas, mostrando Susan vestida para a cerimônia, o que revela que o casamento irá acontecer normalmente. Indignados com a farsa, eles decidem invadir o evento. Ao chegarem, Susan confirma que tudo foi uma encenação, inclusive a gravidez. Irritado com Jerry por ter mentido, Hoagie decide tentar pegá-lo no final da cerimônia, após o beijo do casal. Ele investe contra Jerry, mas acaba derrubando o pastor e desmaia após bater com a cabeça no chão. Anna chama uma ambulância ao perceber que Hoagie não responde.
Já no hospital, Hoagie confessa que mentiu sobre a retirada de Jerry do jogo porque queria reunir os amigos uma última vez, depois de ter sido diagnosticado recentemente com um tumor no fígado. Ele temia não estar vivo no próximo ano e estava arrasado com a possibilidade de morrer sem ver Jerry ser finalmente pego. Em um gesto de compaixão, Jerry permite que Hoagie o pegue. O grupo então retoma o jogo e altera as regras para incluir Anna e Rebecca na brincadeira.
Antes dos créditos, são exibidos vídeos amadores e uma fotografia do grupo real de dez homens que inspirou o filme, que continua a brincar de pega-pega até os dias atuais. Durante os créditos, Jerry é finalmente pego de surpresa.

## Elenco
- Ed Helms como Hogan "Hoagie" Malloy, conhecido como "o guerreiro" por ser o mais entusiasta no pega-pega
  - Jaren Lewison como Hogan adolescente
  - Braxton Bjerken como Hogan criança
- Jake Johnson como Randy "Chilli" Cilliano, um adulto usuário de maconha que foi morar com seu pai após se separar de sua esposa
  - Kevin Moody como Randy adolescente
  - Tyler Crumley como Randy criança
- Jon Hamm como Bob Callahan, empresário da indústria alimentícia
  - Elijah Marcano como Bob adolescente
  - Braxton Alexander como Bob criança
- Hannibal Buress como Kevin Sable, um homem que enfrenta problemas de confiança e que faz terapia numa psicóloga
  - Xavion Shelton como Kevin adolescente
  - Legend Williams como Kevin criança
- Jeremy Renner como Jerry Pierce, alvo principal do pega-pega sendo o único "invicto" no jogo e está noivo de Susan
  - Maxwell Ross como Jerry adolescente
  - Brayden Benson como Jerry criança
- Annabelle Wallis como Rebecca Crosby, a repórter do Wall Street Journal
- Isla Fisher como Anna Malloy, esposa de Hogan
- Rashida Jones como Cheryl Deakins, antigo interesse amoroso de Randy e Callahan
  - Kella Raines como Cheryl adolescente
  - Th'Yana Star como Cheryl criança
- Leslie Bibb como Susan Rollins, noiva de Jerry
- Steve Berg como Louis, um amigo dono de bar do grupo que também quer entrar na brincadeira de pega-pega
- Nora Dunn como Linda, mãe de Hogan
- Brian Dennehy como Sr. Cilliano, pai de Randy (não creditado)
- Thomas Middleditch como Dave, um funcionário da academia de Jerry
- Lil Rel Howery como Reggie, o funcionário do RH da empresa de Callahan
- Sebastián Maniscalco como o pastor do casamento
- Carrie Brownstein como a terapeuta de Kevin (não creditada)[7]

## Produção
O filme é baseado em um grupo de amigos real da cidade americana de Spokane, Washington, que ficou conhecido por brincar de pega-pega todo mês de fevereiro durante um período de 28 anos, regido por um contrato escrito por Patrick J. Schultheis. O grupo ganhou um artigo no jornal The Wall Street Journal em janeiro de 2013, após o qual eles começaram a receber ofertas para adaptar sua história para um filme. Eles venderam os direitos de sua história no mês seguinte. O filme foi inicialmente desenvolvido com Will Ferrell e Jack Black em mente; no entanto, ambos eventualmente deixaram o projeto.
Com Ferrell e Black fora do projeto, Jeff Tomsic foi definido para dirigir o filme com Ed Helms e Tracy Morgan sendo consultados para dois dos papéis principais. Em abril de 2017, Jeremy Renner e Hannibal Buress se juntaram ao elenco, mas Morgan deixou o projeto devido a problemas de conflito de agendamento. Em maio, Jake Johnson e Annabelle Wallis foram escalados. Jon Hamm, Isla Fisher e Rashida Jones foram escalados em junho, com as filmagens previstas para começar em Atlanta, Geórgia, no final do mês, especificamente em 23 de junho, com o elenco para cenas extras já confirmado. Leslie Bibb foi adicionada ao elenco quando as filmagens começaram em 20 de junho.
A fotografia principal começou em junho de 2017 em Atlanta, Geórgia. No mês seguinte, Jeremy Renner fraturou o cotovelo direito e o pulso esquerdo após cair seis metros durante uma acrobacia. Ele acabou realizando a acrobacia uma segunda vez antes de ir para o hospital e a equipe de produção teve que usar CGI para remover seus hematomas da cena.

## Recepção

### Bilheteria
Nos Estados Unidos e Canadá, Tag foi lançado em 15 de junho de 2018, junto com Incredibles 2, sendo projetado para arrecadar 12–16 milhões de dólares em 3 382 cinemas em seu fim de semana de estreia. O filme arrecadou 1,3 milhão de dólares nas prévias de quinta à noite, um desempenho semelhante ao 1 milhão de dólares arrecadado pela comédia de "censura R" Game Night, lançado em fevereiro daquele ano, e 5,4 milhões de dólares em seu primeiro dia. O filme estreou com 14,9 milhões de dólares em seu primeiro fim de semana, terminando em terceiro lugar nas bilheterias, um valor que o Deadline Hollywood classificou "nem como ruim ou bom, apenas OK" ao considerar seu custo de produção de 28 milhões de dólares. O longa caiu 45% em sua receita ao arrecadar 8,5 milhões de dólares em seu segundo fim de semana, terminando em quarto, e 5,6 milhões de dólares em seu terceiro fim de semana, terminando em sexto.
O filme arrecadou 54,7 milhões de dólares nos Estados Unidos e Canadá, e 23,4 milhões de dólares em outros países, obtendo um total mundial de 78,1 milhões de dólares, contra um orçamento de produção de 28 milhões de dólares.

### Resposta da crítica
No agregador de críticas Rotten Tomatoes, o filme tem uma taxa de aprovação de 55% com base em 203 avaliações, obtendo uma classificação média de 5,5/10 sob o seguinte consenso crítico: "Para o público que busca uma dose de comédia de ação de alto conceito, mas pouco exigente, Tag pode estar perto o suficiente disso". No Metacritic, Tag tem uma pontuação média ponderada de 56/100, com base nas avaliações de 35 críticos, indicando "críticas mistas ou médias". O público pesquisado pelo CinemaScore deu ao filme a nota média "B+" em uma escala de "A+" a "F", enquanto o PostTrak relatou que os espectadores deram ao longa uma pontuação geral positiva de 78%.
Peter Debruge, comentando sobre o filme para a revista Variety, escreveu: "Tag deixa o público energizado e, ouso dizer, inspirado, tendo apresentado todo esse absurdo a serviço do que, em última análise, equivale a uma celebração sincera de conexões humanas duradouras". A. O. Scott, do The New York Times, escreveu: "Tag, ao contrário de muitos de seus similares recentes, pelo menos se preocupa em ser um filme, em vez de uma esquete de televisão expandida para a duração de um longa-metragem. Os artistas não parecem ter sido empurrados para a frente da câmera e instruídos a serem engraçados. Eles têm que se esforçar para fazer rir e encontrar coerência como um conjunto".
Jon Frosch, do jornal The Hollywood Reporter, chamou o filme de "nem ruim nem bom, mas sim, apesar de sua história estranha, quase entorpecentemente comum: uma comédia de ação fácil e descontraída que às vezes é divertida, mas raramente engraçada, competente em vez de inspirada".

## Mídia doméstica
Foi lançado em cópia digital em 17 de agosto de 2018 e em DVD e Blu-ray em 28 de agosto de 2018.